# La Bula
 La Bula è un'area naturale protetta della regione Piemonte. È un'oasi del WWF inserita nel progetto LIFE Insubricus per la salvaguardia e il consolidamento del pelobate fosco italiano (Pelobates fuscus insubricus), un rospo endemico raro presente in Piemonte e in Lombardia.

## Storia
L'oasi naturalistica nasce nel 1990, quando si decide di bonificare questa zona intorno al fiume Tanaro, poiché era diventata una zona di scavi di materiali inerti, un deposito di rifiuti e una sede di attività illecite.
A seguito di questi lavori di bonifica da parte del WWF, entra a far parte dei siti di interesse comunitario (SIC) all'interno dell'area naturale Stagni di Belengero. Nel 1999 Regione Piemonte e ARPA finanziano l'Ente Parchi Astigiani per completare le infrastrutture atte alla protezione e alla fruizione dell'oasi urbana.

## Territorio
La Bula si trova nella località Boana in periferia sud di Asti lungo il fiume Tanaro.
Dopo la bonifica della zona l'oasi è caratterizzata dalla presenza di stagni, laghetti, isolotti, lanche, canneti che ricreano l'antico ambiente fluviale.

## Flora
Per quanto riguarda la vegetazione dell'area naturale è importante la presenza di specie caratteristiche delle zone umide quali: carici (Carex), tife (Typha latifolia), salici (Salix), ontani (Alnus glutinosa) e pioppi (Populus). Altre piante osservate sono l'acero americano (Acer negundo), il solidago e l'amorfa fruticosa o falso indaco (Amorpha fruticosa).

## Fauna
Gli uccelli migratori trovano rifugio e ristoro nell'oasi: tra questi si annovera la presenza della moretta tabaccata (Aythya nyroca), del codone (Anas acuta), del fischione (Mareca penelope), del mestolone (Spatula clypeata), della canapiglia (Mareca strepera), delle marzaiole (Spatula querquedula) e delle alzavole (Anas crecca). Tra le specie rare sono state avvistate il marangone minore (Microcarbo pygmeus), la sgarza ciuffetto (Ardeola ralloides) e l’airone rosso (Ardea purpurea). I rapaci che vi sono di passaggio sono il falco di palude (Circus aeruginosus), il falco pecchiaiolo (Pernis apivorus), l’albanella reale (Circus cyaneus), la poiana (Buteo buteo) ed il falco lodolaio. All'interno dell'oasi è presente una garzaia abitata da cormorani (Phalacrocorax carbo), aironi cenerini (Ardea cinerea), nitticore (Nycticorax nycticorax), garzette (Egretta garzetta) e aironi guardabuoi (Bubulcus ibis). Di particolare interesse l'avvistamento continuo di circa 10 anni del fistione turco (Netta rufina), un'anatra rara e minacciata. 
Tra i rettili e gli anfibi si osservano il biacco (Hierophis viridiflavus), la natrice dal collare (Natrix natrix), la rana verde (Pelophylax esculentus), il tritone crestato (Triturus cristatus) e il pelobate fosco.
Tra gli insetti sono presenti varie specie di libellule e farfalle.